# آندریا کوکو
آندریا کوکو (انگلیسی: Andrea Cocco؛ زادهٔ ۸ آوریل ۱۹۸۶) بازیکن فوتبال اهل ایتالیا است.
از باشگاه‌هایی که در آن بازی کرده‌است می‌توان به باشگاه فوتبال هلاس ورونا، باشگاه فوتبال رجینا، باشگاه فوتبال ونتزیا، باشگاه فوتبال پیستویزه، باشگاه فوتبال کالیاری، باشگاه فوتبال دلفینو پسکارا، باشگاه فوتبال چزنا، باشگاه فوتبال بیرامار، و باشگاه فوتبال ویچنزا اشاره کرد.